# استیو وارینر
استیو وارینر (انگلیسی: Steve Warriner؛ زادهٔ ۱۸ دسامبر ۱۹۵۸) یک بازیکن فوتبال حرفه ای انگلیسی است. وی در پست هافبک مهاجم بازی می‌کرده، در سال ۱۹۷۸ از باشگاه فوتبال لیورپول به باشگاه فوتبال نیوپورت کانتی پیوست. بین سالهای ۱۹۷۸ و ۱۹۸۱،
وی ۳۶ بازی برای نیوپورت انجام داد، در طول دوران موفق بازیش دو گل زد. وارینر بخشی از تیمی بود که پیروزی و جام ویلز را به دست آورد و در فصل بعد به مرحله نیمه نهایی جام برندگان جام اروپا در ۱۹۸۱ دست یافت.